# Purpureocillium lilacinum
Purpureocíllium lilácinum (лат.) — вид несовершенных грибов (половая стадия не известна), относящийся к роду Purpureocillium семейства Ophiocordycipitaceae. Типовой вид рода. Ранее включался в состав рода пециломицес (Paecilomyces) как Paecilómyces lilácinus.

## Описание
Колонии на агаре с солодовым экстрактом (MEA) быстрорастущие, на 7-е сутки 2,5—3,5 см в диаметре, плотные, нередко с шерстистым воздушным мицелием, белые, затем винно-розовые. Реверс сиреневый, иногда неокрашенный.
Конидиеносцы отходят от субстратного мицелия, иногда образуют синнемы до 2 мм длиной, несут мутовки веточек с пучками из 2—4 фиалид. Фиалиды в основании вздутые, суженные в короткую шейку, 6—9 × 2,5—3 мкм. Конидии в длинных цепочках, иногда собранных в рыхлые колонки, эллипсоидальные до веретеновидных, иногда едва шероховатые, 2—4 × 2—3 мкм, сиреневые в массе. У агара образуются одиночные или в мутовках фиалиды, несущие слизистые головки конидий; эти конидии цилиндрические, иногда несколько изогнутые, 2—14 × 1,5—2,5 мкм.

## Экология и значение
Преимущественно почвенный гриб. Изредка у пациентов с ослабленной иммунной системой вызывает микозы, наиболее часто — синуситы.

## Таксономия
Purpureocillium lilacinum (Thom) Luangsa-ard, Houbraken, Hywel-Jones & Samson, FEMS Microbiol. Lett. 321: 144 (2011). — Penicillium lilacinum Thom, Bull. Bur. Anim. Ind. U.S. Dep. Agric. 118: 73 (1910).